# Itacambira
Itacambira is een gemeente in de Braziliaanse deelstaat Minas Gerais. De gemeente telt 5.303 inwoners (schatting 2009).

## Aangrenzende gemeenten
De gemeente grenst aan Bocaiuva, Botumirim, Francisco Sá, Grão Mogol, Guaraciama en Juramento.